# Route régionale 170 (Finlande)
Pour les articles homonymes, voir Route 170.
La Route régionale 170 (en finnois : Seututie 170 ou Maantie 170)  est une route régionale finlandaise qui part de l'agglomération d'Helsinki et va jusqu'à Vaalimaa.

## Seututie 170
La Seututie 170 parcourt les villes suivantes :
Helsinki, Porvoo, Loviisa, Kotka, Hamina, Vaalimaa.

## Itäväylä
La voie de l'Est (finnois : Itäväylä, suédois : Österleden) est le tronçon urbain initial de la route régionale 170 construit pendant les années 1930.
L'Itäväylä commence à hauteur de  Kulosaari et se termine à l'Itäkeskus . 
Ensuite l'Itäväylä est la Seututie 170.
À Helsinki, l'Itäväylä est donc le nom local de la Seututie 170, sauf à Östersundom où on la nomme Porvoontie et à Sipoo où elle s'appelle Uusi Porvoontie.

## Galerie

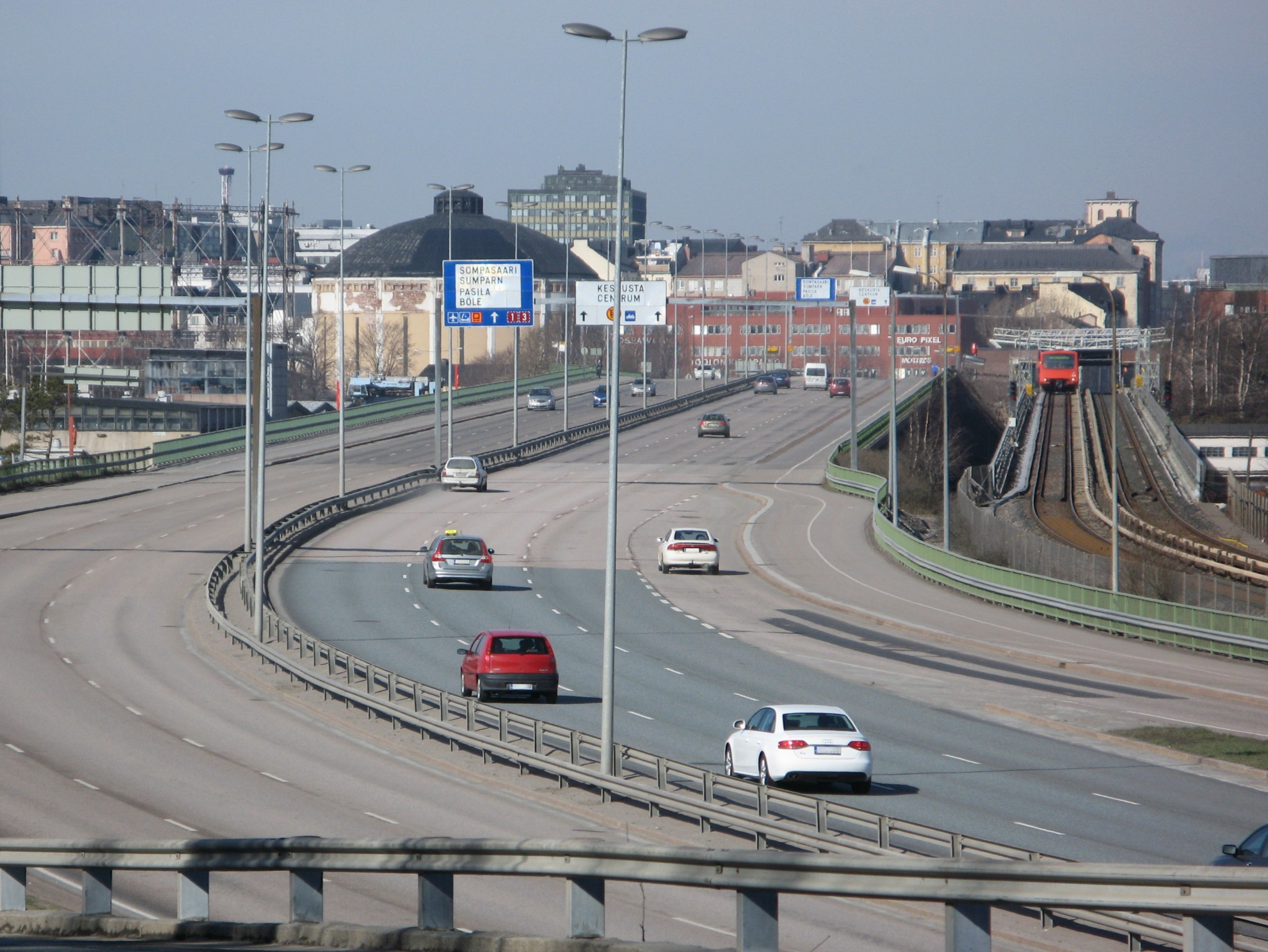
Début de l'Itäväylä au pont de Kulosaari.
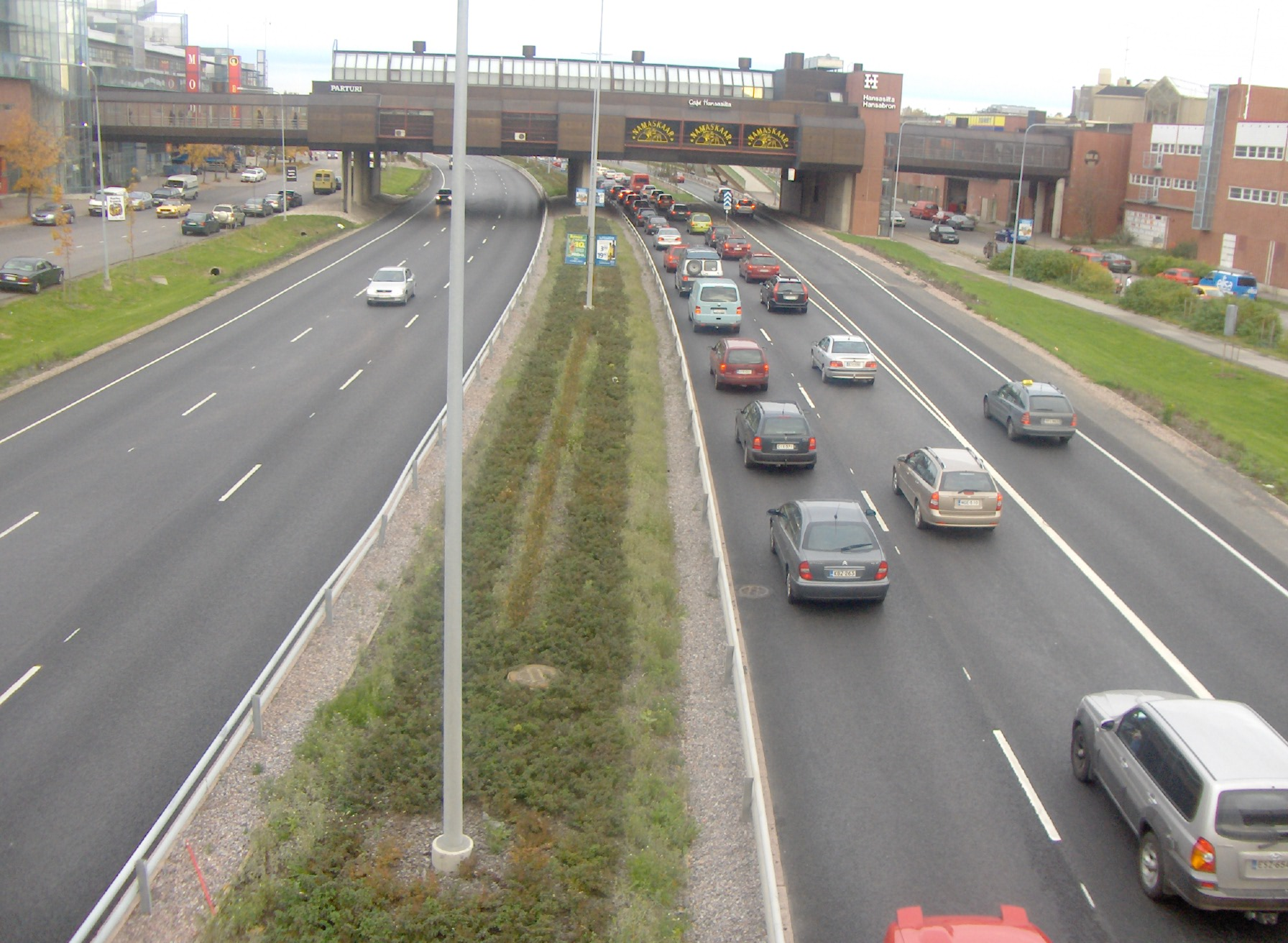
L'Itäväylää à la hauteur de l'Itäkeskus .
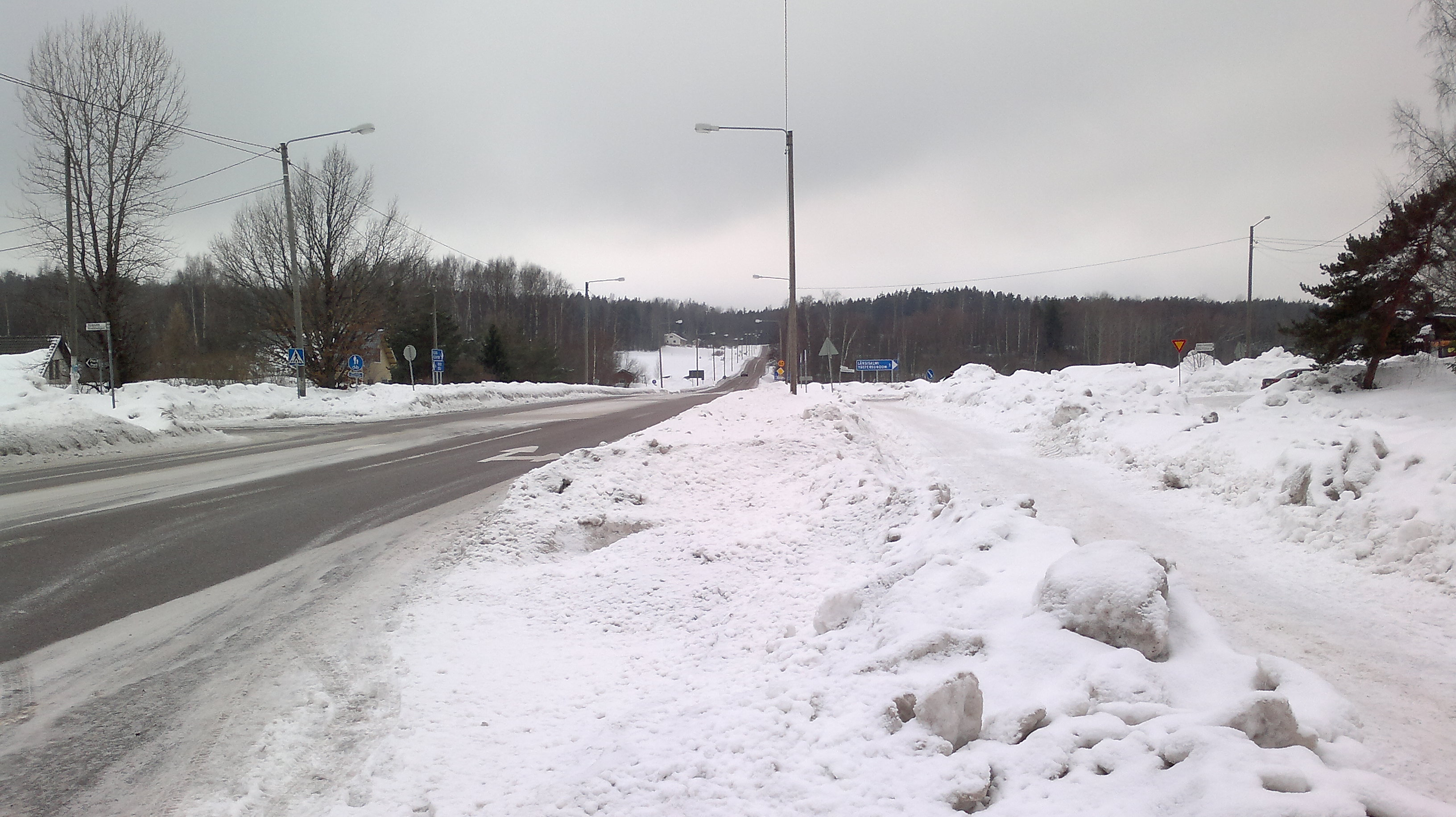
L'Uusi Porvoontie à Östersundom.